# Parnel Legros
Parnel Legros (ur. 11 listopada 1956) – haitański judoka. Olimpijczyk z Barcelony 1992, gdzie zajął 21. miejsce w wadze półciężkiej.
Uczestnik mistrzostw świata w 1991 roku.

## Letnie Igrzyska Olimpijskie 1992
| Konkurencja | Eliminacje        | Klas. końcowa |
| Konkurencja | Przeciwnik I      | Miejsce       |
| ----------- | ----------------- | ------------- |
| 95 kg       | Radu Ivan (ROU) P | 21.           |